# Frank Duveneck

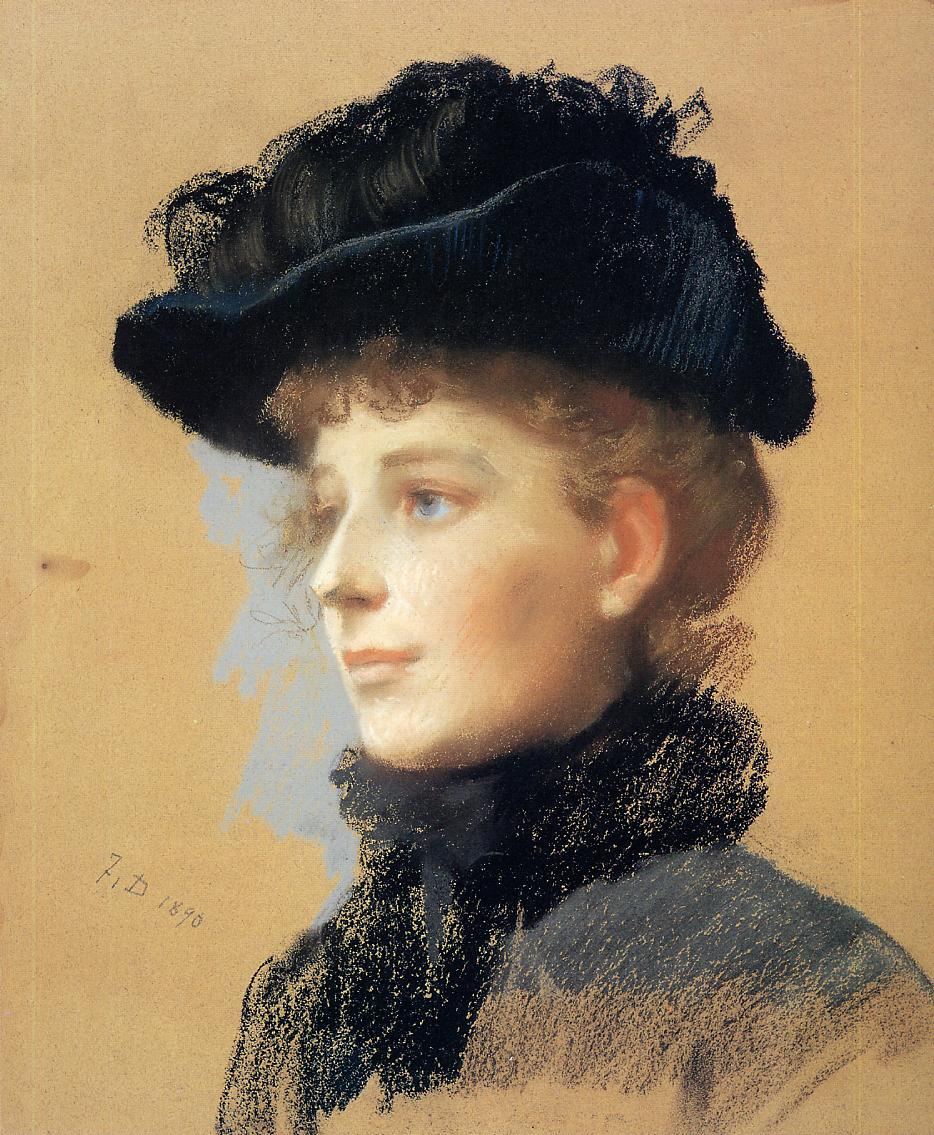
Il cappello nero

Frank Duveneck (Covington, 9 ottobre 1848 – Covington, 3 gennaio 1919) è stato un pittore statunitense.

## Biografia
Nato Frank Decker nacque a Covington, nello stato del Kentucky. Suo padre, Bernard Decker, era un immigrato tedesco e morì quando Frank aveva appena un anno. Sua madre, Katherine Siemers, dopo la morte del marito si risposò con Joseph Duveneck.
All'età di 15 anni il giovane Frank iniziò a studiare presso un pittore locale, Johann Schmitt. In seguito, a partire dal 1870, si recò in Europa e frequentò la scuola d'arte dell'Accademia Reale di Monaco di Baviera, dove studiò con Wilhelm Leibl e Wilhelm Von Dietz.
Divenuto celebre al pari di William Merritt Chase, di John Henry Twachtman, di Willis Seaver Adams e di Walter Shirlaw (tutti componenti della Hudson River School (scuola del fiume Hudson), viaggiò a lungo in Germania e in Italia, e fu a Venezia intorno al 1873.

Il 25 marzo 1886 sposò a Parigi Elizabeth Otis Lyman Bott, dalla quale ebbe un figlio: Frank Bott.
Ma nel 1888, mentre erano ancora in Italia, Elizabeth morì all'improvviso e fu sepolta nel Cimitero degli Allori di Firenze. Rimasto vedovo dopo soli due anni, Duveneck decise di tornare negli Stati Uniti con il bambino.

Nel 1900 divenne docente all'Accademia dell'arte di Cincinnati e poi direttore dello stesso Istituto nel 1904. Qualche tempo dopo fondò, insieme ad altri personaggi illustri, il Cincinnati Art Club. In Italia ebbe come allievo il giovane pittore americano Julius Rolshoven, originario di Detroit.
Frank Duveneck morì nel 1919. Riposa a Covington, nel "Mother of God Cemetery".

## Galleria d'immagini

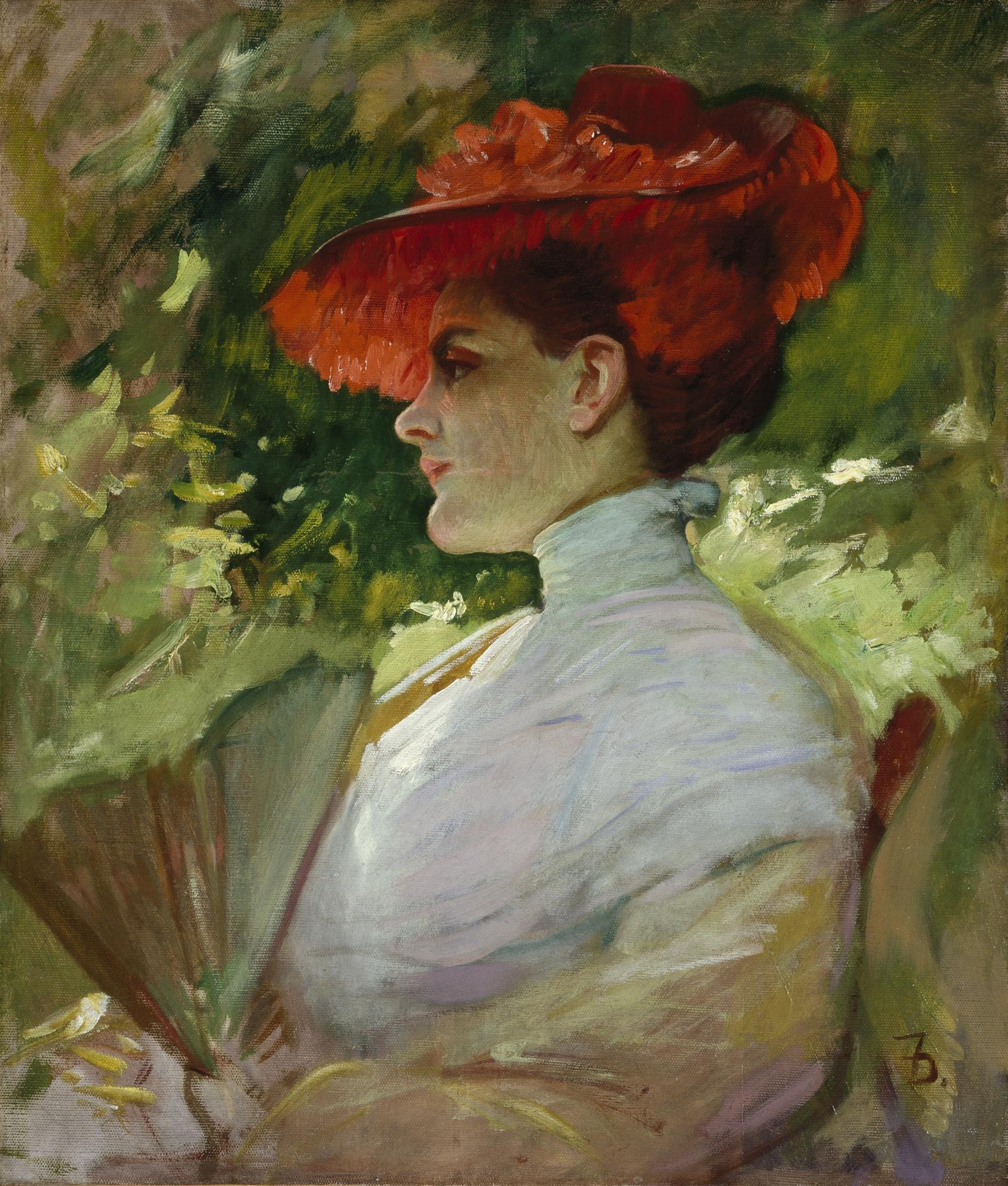
Ritratto di signora
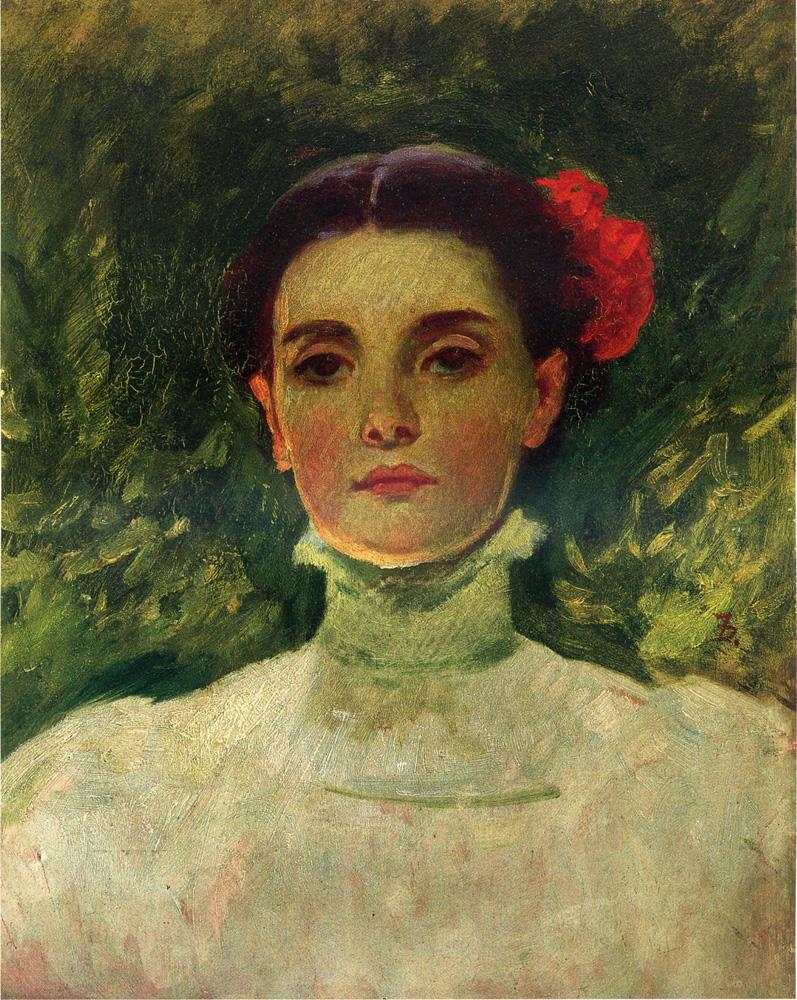
Ritratto di Maggie Wilson
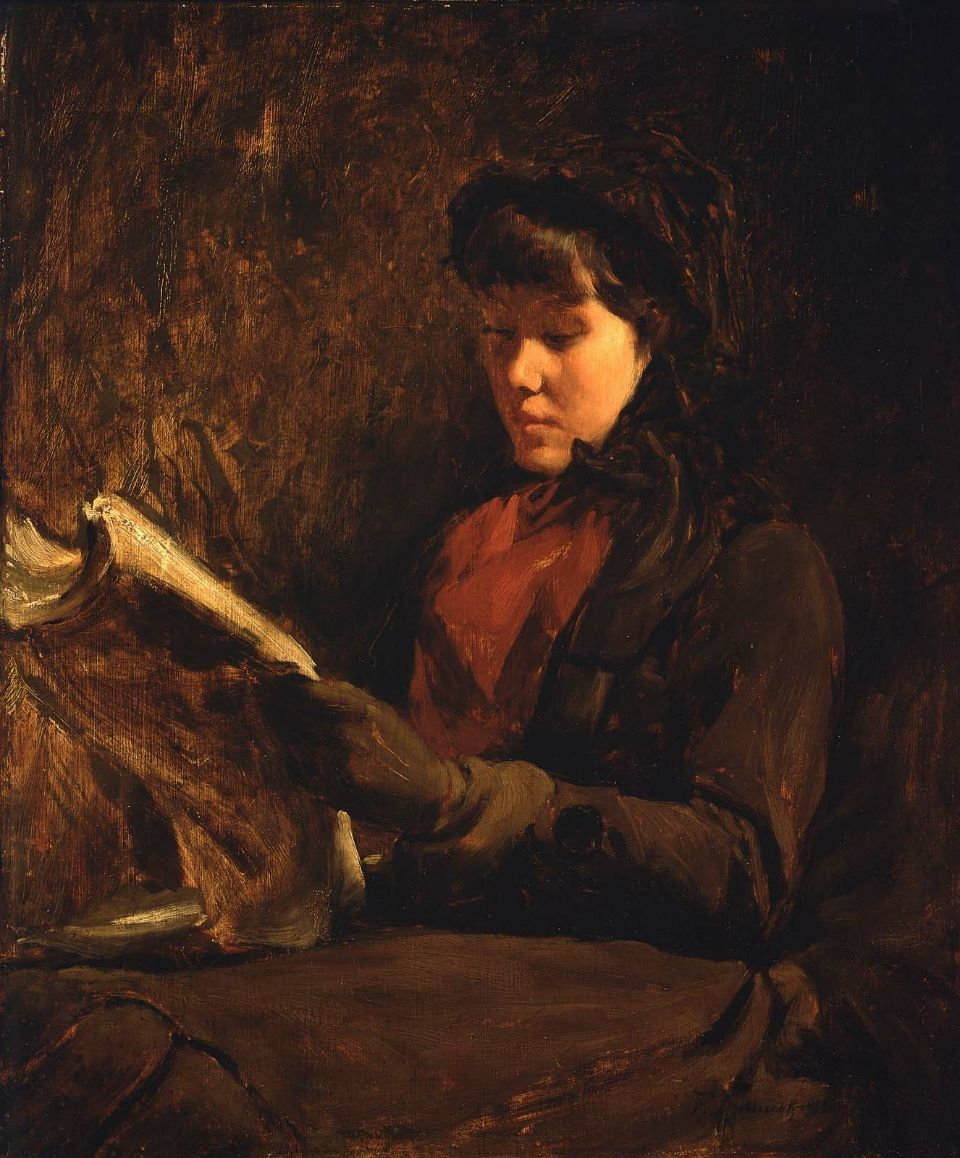
Ragazza che legge
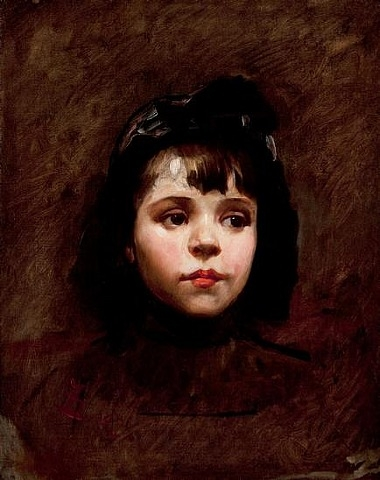
Ritratto di bambina
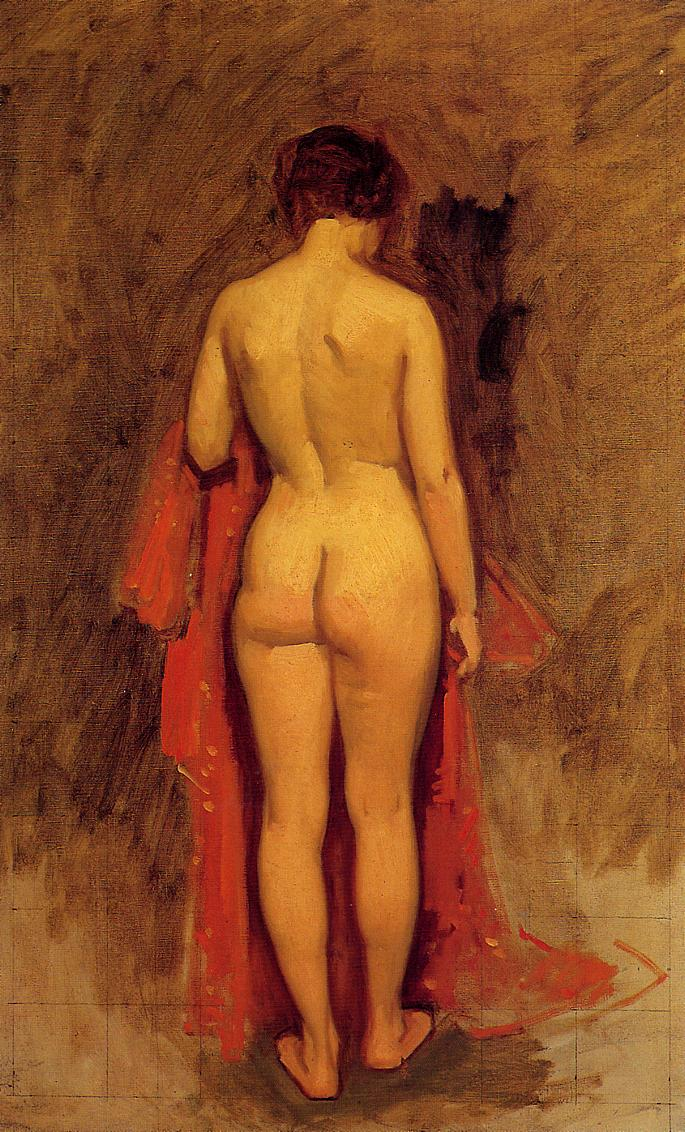
Nudo in piedi
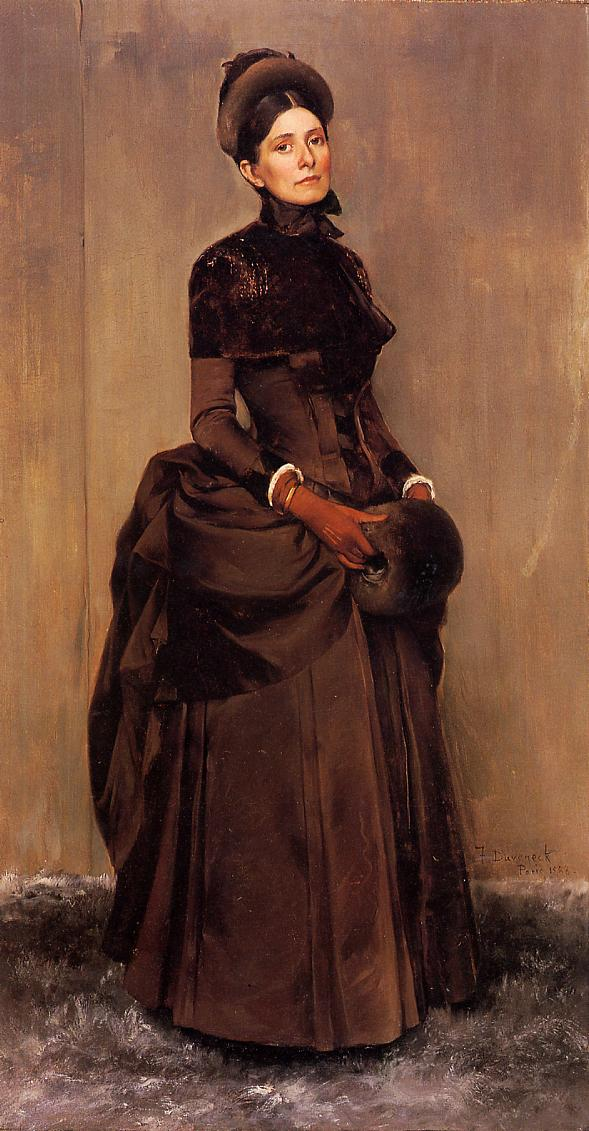
Ritratto della moglie Elizabeth
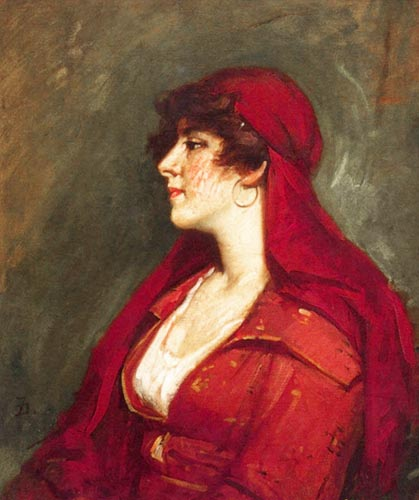
Ritratto
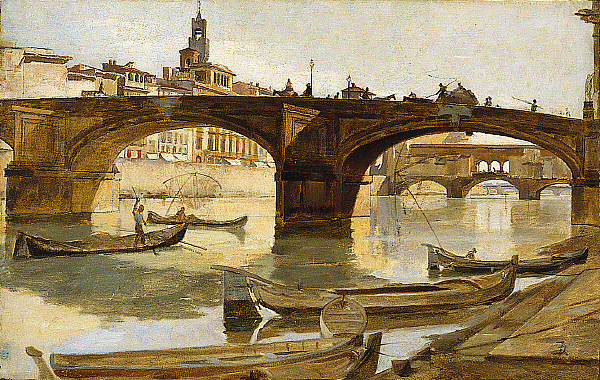
I ponti di Firenze
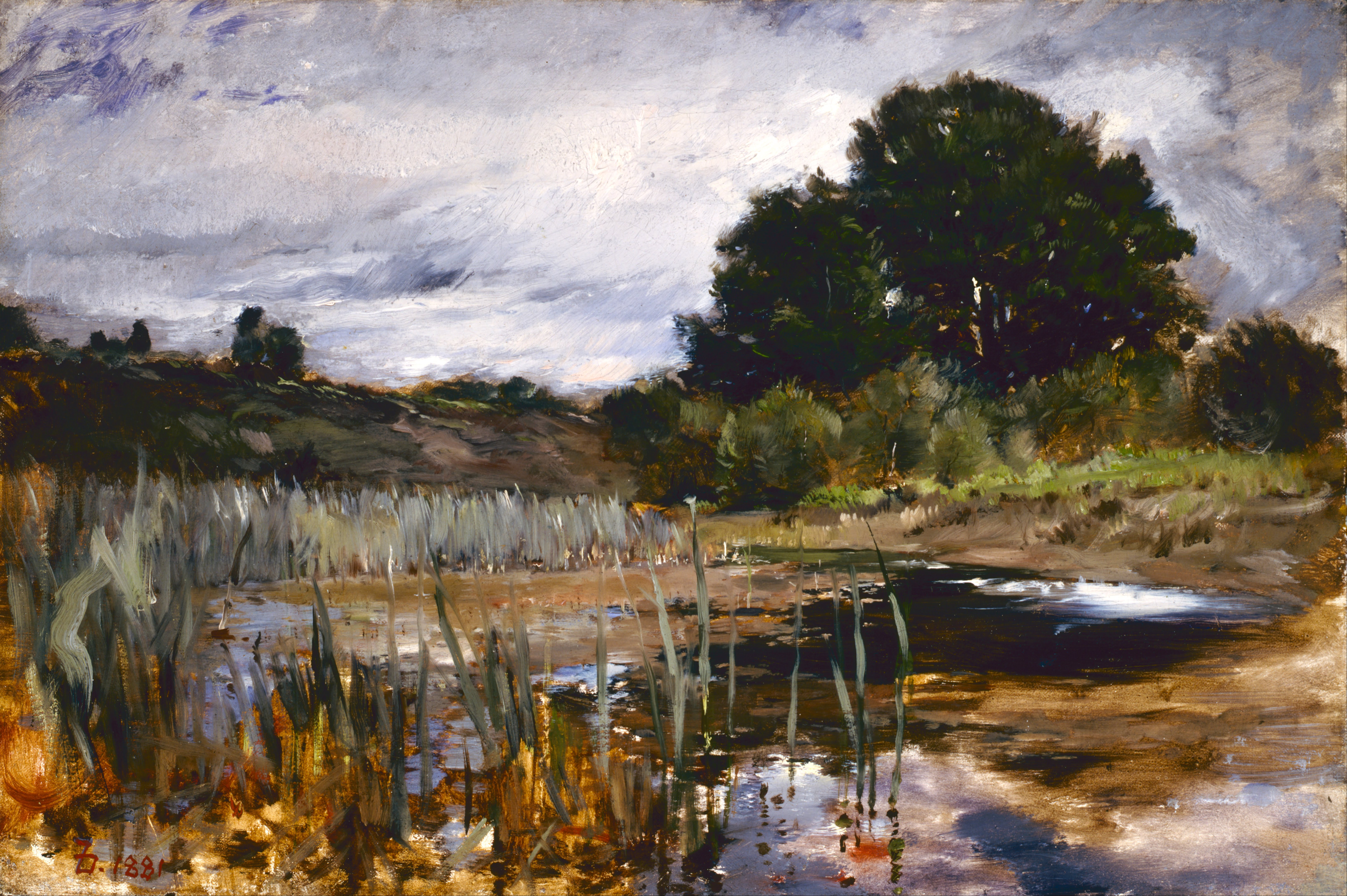
Paesaggio
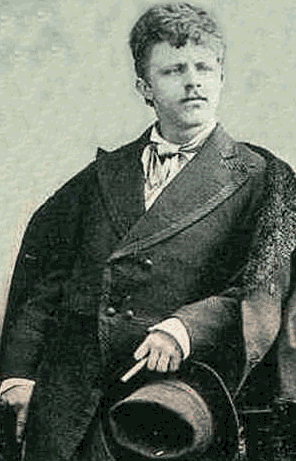
Frank Duveneck, 1874